# Blepharita carpathica
Blepharita carpathica là một loài bướm đêm trong họ Noctuidae.